# 9Y busz (Szekszárd)
A szekszárdi 9Y jelzésű autóbusz 9-es járat vonalán közlekedett iskolajárat, mely érintette a Zrínyi utcai általános iskolát.

## Története
A vonalon az autóbuszok 2022.08.26-ig közlekedtek.

## Útvonala
| Jobbparászta felé |
| --- |
| Tesco áruház – Csatár autóbusz-forduló – Május 1. utca – Béri Balogh Ádám utca – Széchenyi utca – Rákóczi utca – Damjanich utca – Zrínyi utca – Kapisztrán utca – Rákóczi utca – Jobbparászta |

## Megállóhelyei
| sz. | Megállóhely neve             | Menetidő (perc) | Menetidő (perc) | Átszállási kapcsolatok                    |
| --- | ---------------------------- | --------------- | --------------- | ----------------------------------------- |
| 0   | Tesco áruház                 | 0               | 20              | 4, 4A, 4Y, 7, 7A, 7B, 88, 89, 9, 98       |
| 1   | Csatár, autóbusz-forduló     | 2               | ∫               | 7, 7A, 7B, 9, 98                          |
| 1   | Alisca utca 44-46.           | ∫               | 18              | 7, 7A, 7B, 9, 98                          |
| 2   | Alisca utca                  | 4               | 16              | 7, 7A, 7B, 9, 98                          |
| 3   | Május 1. utca                | 5               | 15              | 9, 98                                     |
| 4   | Alsóvárosi temető            | 6               | ∫               | 5, 6, 6Y, 8, 8A, 88, 89, 9, 98            |
| 5   | Bakta köz                    | 7               | 13              | 5, 5Y, 6, 6Y, 8, 8A, 88, 89, 9, 98        |
| 6   | Kórház                       | 8               | 12              | 5, 5Y, 6, 6Y, 8, 8A, 88, 89, 9, 98        |
| 7   | Nyomda                       | 10              | 10              | 2, 2Y, 5, 5Y, 6, 6Y, 8, 8A, 88, 89, 9, 98 |
| 8   | Posta                        | ∫               | 9               | 1, 2, 2Y, 4, 4A, 7, 7A, 8, 8A, 89, 9, 98  |
| 9   | Tanítóképző                  | 12              | ∫               | 8, 8A, 9, 98                              |
| 10  | Szluha György utca           | 13              | 7               | 8, 8A, 9, 98                              |
| 11  | Zrínyi utca általános iskola | 14              | 6               |                                           |
| 12  | Újvárosi templom             | 15              | 5               | 8, 8A, 9, 98                              |
| 13  | Parászta, kisbolt            | 17              | 3               | 2Y, 88, 89, 9, 98                         |
| 14  | Tolnai Lajos utca            | 18              | 2               | 2Y, 88, 89, 9, 98                         |
| 15  | Jobbparászta                 | 20              | 0               | 2Y, 88, 89, 9, 98                         |